# Frank Lisson
Frank Lisson (* 15. Juli 1970 in Lübeck) ist ein deutscher Autor, der der Neuen Rechten zugeordnet wird.

## Leben
Lisson studierte zunächst zwei Semester Architektur, dann Germanistik, Geschichte und Philosophie in Würzburg und München und schloss 1998 mit dem Magister artium ab. Von 1996 bis 1998 schrieb Lisson zahlreiche Gastbeiträge für den Kulturteil der neurechten Wochenzeitung Junge Freiheit. Danach war er freier Mitarbeiter für Zeitungen und Fernsehen (SAT.1 München). Zwischen 1999 und 2005 wurden mehrere Features und ein Hörspiel von ihm im Deutschlandfunk/Deutschlandradio Kultur gesendet. Im Jahr 2013 promovierte Lisson in Mittlerer und Neuerer Geschichte an der Universität Passau bei Hans-Christof Kraus  mit einer Arbeit über das Griechen-Bild in der deutschen Altertumswissenschaft. Vor akademischen Vereinigungen und verschiedenen Studentenverbindungen hielt er Vorträge u. a. über Friedrich Nietzsche und Oswald Spengler. Er veröffentlichte mehrere Artikel in eigentümlich frei, der Weltwoche, in der neurechten Zeitschrift Sezession, hielt mehrere Vorträge für das Institut für Staatspolitik (IfS) und publizierte mehrere Bücher in der Edition Antaios.

## Rezeption
Laut Volker Weiß zählt Lisson zu den wenigen Protagonisten der neurechten Szene, die eine Außenwirkung zu entfalten vermochten. So publizierte er eine Nietzsche-Monographie bei dtv. Armin Pfahl-Traughber bezeichnet Lisson als einen „promovierten Historiker, der sich im Kontext der Neuen Rechten als Philosoph gibt“. Der 2023 veröffentlichten Schrift Im Tal der scheuen Wölfe, die Pfahl-Traughber bespricht, fehle es „an einer entwickelten Struktur“, dafür seien eingestreute „politische Botschaften“ umso auffälliger, zum Beispiel: „Offene Diktaturen schärfen die Gedanken, den Blick auf die Dinge ..., Demokratien dagegen lullen ein, bestechen durch Komfort und ‚gleiche Rechte‘“.

## Werke (Auswahl)
- Nietzsche. Ein Wagnis. Manuscriptum, Bad Schmiedeberg 2025, ISBN 978-3-691180-01-5.
- Im Tal der scheuen Wölfe. Tag- und Nachtstücke (= kaplaken. 86). Verlag Antaios, Schnellroda 2023, ISBN 978-3-949041-86-0.
- Mythos Mensch. Eine Anthropodizee. Manuscriptum Verlag, Lüdinghausen 2020, ISBN 978-3-948075-12-5.
- Weltverlorenheit. Über das Wahre im Wirklichen. Karolinger Verlag, Wien/Leipzig 2016, ISBN 978-3-85418-170-5.
- Homo Creator. Das Wesen der Technik. Verlag Antaios, Schnellroda 2015, ISBN 978-3-944422-33-6.
- Humor. Warum wir lachen. Zu Klampen Verlag, Springe 2014, ISBN 978-3-86674-231-4.
- Homo Viator. Die Macht der Tendenzen. Verlag Antaios, Schnellroda 2013, ISBN 978-3-944422-31-2.
- Die Verachtung des Eigenen. Ursachen und Verlauf des kulturellen Selbsthasses in Europa. Edition Antaios, Schnellroda 2012, ISBN 978-3-935063-39-5.
- Homo Absolutus. Nach den Kulturen. Edition Antaios, Schnellroda 2008, ISBN 978-3-935063-38-8. 2., überarb. Aufl. Schnellroda 2015, ISBN 978-3-944422-32-9.
- Hellas als unerreichbare Gegenmoderne. Die Entstehung des tragischen Bewusstseins aus der Griechensehnsucht in der deutschen Altertumswissenschaft zwischen 1800 und 1875. (= Schriften zur Ideen- und Wissenschaftsgeschichte Bd. 12; zugl.: Passau, Univ., Diss., 2013). Kovač, Hamburg 2013, ISBN 978-3-8300-7642-1.
- Widerstand. Lage – Traum – Tat. Edition Antaios, Schnellroda 2008, ISBN 978-3-935063-81-4.
- Oswald Spengler. Jahre der Entscheidung. (Hg. u. Vorwort) Ares-Verlag, Graz 2007, ISBN 978-3-902475-43-5.
- Oswald Spengler. Philosoph des Schicksals. Edition Antaios, Schnellroda 2005, ISBN 3-935063-04-0.
- Friedrich Nietzsche. dtv, München 2004, ISBN 3-423-31077-4. 2., überarb. u. erw. Aufl., Lepanto Verlag, Rückersdorf 2012, ISBN 978-3-942605-05-2.
- Kein Tag, den nicht die Nacht gebar. Philosophische Wanderbewegungen. Haffmans, Zürich 2000, ISBN 3-251-40017-7.
- Kursverlust, Hörspiel (Deutschlandradio Kultur, 6. Dezember 2005).